# Marek Umiński
Marek Umiński (ur. 1937, zm. 12 listopada 2020 w Szczecinie) – polski lekarz, specjalista z zakresu chirurgii oraz nauczyciel akademicki.

## Życiorys
Profesor nauk medycznych, absolwent Pomorskiej Akademii Medycznej jako lekarz – chirurg. Był jednym z inicjatorów i twórców powstania oddziału chirurgicznego w Wojewódzkim Szpitale Zespolonym w Szczecinie, będącego pierwszym tego typu obiektem na Pomorzu Zachodnim. W 1983 był szefem zespołu, który dokonał jednego z pionierskich udanych przeszczepów nerki, w późniejszym czasie jako pierwszy w Polsce prowadził operację z wykorzystaniem metody laparoskopii. W następnych latach brał udział w licznych inicjatywach rozwijających medycynę na ziemiach odzyskanych jak np. utworzenie Oddziału Transprantologii w Szczecinie. W swojej karierze dokonał prawie 700 transplantacji nerek, był także pomysłodawcą i prekursorem leczenie otyłości patologicznej w Polsce.
Jako nauczyciel akademicki w Pomorskim Uniwersytecie Medycznym prowadził zajęcia z zakresu chirurgii ucząc m.in. późniejszego profesora nauk medycznych i marszałka Senatu Tomasza Grodzkiego. Był wieloletnim ordynatorem szpitala w zachodniopomorskim Gryfinie, z czego zrezygnował w 2020 roku, pozostając czynnym lekarzem. Na skutek pandemii koronawirusa SARS-CoV-2 szpital w Gryfinie został przemianowany na zakaźny, gdzie prawdopodobnie podczas pełnionego dyżuru zakaził się od jednego z pacjentów koronawirusem SARS-CoV-2, na skutek czego zmarł 12 listopada 2020 roku.
Był członkiem Komitetu Honorowego poparcia Koalicji Obywatelskiej w wyborach samorządowych w 2018 roku.